# Walid Sekkour
Walid Sekkour (Windeck, 12 augustus 1993) is een Marokkaans-Duits voetballer die doorgaans speelt als middenvelder. In juli 2025 verruilde hij FC Pesch voor SC Weiler-Volkhoven.

## Carrière
Sekkour speelde in de prille dagen van zijn carrière in de jeugd bij de plaatselijke amateurvereniging TSV Germania Windeck, maar hij viel daar op en werd weggeplukt door Fortuna Sittard. Hij voltooide zijn opleiding in Limburg en sloot zich in de zomer van 2012 aan bij de eerste selectie. Op 10 augustus 2012 mocht hij zijn debuut maken, toen Fortuna het opnam tegen het inmiddels failliete AGOVV Apeldoorn. In de zomer van 2013 besloot Sekkour om Sittard achter zich te laten. Daarop ondertekende de verdediger een eenjarige verbintenis bij FC 08 Homburg in zijn vaderland. Na een half jaar zonder club gezet te hebben, verkaste Sekkour in januari 2015 naar Sportfreunde Siegen. Hierna speelde hij vanaf de zomer van 2015 een seizoen voor KFC Uerdingen. Een jaar later verkaste de Duitser naar Calcio Kreuzlingen. Medio 2017 verkaste hij naar SG Köln-Worringen. Een jaar later tekende Sekkour voor TuS Erndtebrück. De middenvelder koos twee maanden later toch voor een dienstverband bij FC Bazenheid. Via FC Tuggen en Eintracht Hohkeppel kwam Sekkour in juli 2021 terecht bij FC Kreuzlingen. De aanvaller keerde in januari 2022 terug bij Eintracht Hohkeppel en verkaste in juli 2023 naar FC Pesch. Twee jaar later nam SC Weiler-Volkhoven Sekkour over.